# ویکتوریا کنت
ویکتوریا کنت (اسپانیایی: Victoria Kent‎؛ ‏ ۶ مارس ۱۸۹۸ – ۲۵ سپتامبر ۱۹۸۷) سیاستمدار جمهوری‌هواه، وکیل و حقوق‌دان اهل اسپانیا بود. او نویسندۀ کتابی به نام «چهار سال در پاریس (۱۹۴۰–۱۹۴۴)» بود که در سال ۱۹۷۸ منتشر شد.

## زندگی‌نامه
ویکتوریا کنت سیانو در مالاگای، اسپانیا به دنیا آمد و به حزب جمهوری‌خواه سوسیالیست تندرو وابسته بود. او در سال ۱۹۳۰ به شهرت رسید؛ زمانی که در یک دادگاه نظامی از آلوارو د آلبورنوس دفاع کرد که بعدها وزیر دادگستری اسپانیا و سپس رئیس‌جمهور آینده دولت جمهوری‌خواه در تبعید (از ۱۹۴۷ تا ۱۹۴۹ و ۱۹۴۹ تا ۱۹۵۱) شد. ویکتوریا کنت عضو نخستین پارلمان جمهوری دوم اسپانیا در سال ۱۹۳۱ شد. همان سال، رئیس‌جمهور جمهوری، نیکتو آلکالا زامورا او را به عنوان مدیرکل زندان‌ها منصوب کرد، سمتی که تا سال ۱۹۳۴ بر عهده داشت و فعالانه به ادامه اصلاحات در خدمات زندان‌ها که توسط کنسپسیون آرنال آغاز شده بود، پرداخت.
کنت مخالف اعطای فوری حق رأی به زنان بود و استدلال می‌کرد که چون زنان اسپانیایی در آن زمان آموزش اجتماعی و سیاسی کافی برای رای دادن به‌طور مسئولانه نداشتند، تحت تأثیر کشیش‌های کاتولیک قرار می‌گیرند و این به ضرر احزاب چپ خواهد بود. او با یکی دیگر از فمینیست‌ها در پارلمان، کلارا کامپوامور بر سر این موضوع وارد جنجال بیشتری شد. این باعث شد که او تا حدی محبوبیت خود را از دست بدهد و زمانی که زنان حق رای پیدا کردند، همان‌طور که پیش‌بینی کرده بود، کرسی خود را در سال ۱۹۳۳ به ضرر اکثریت محافظه‌کار از دست داد.
پس از جنگ داخلی اسپانیا کنت به مکزیک تبعید شد، اما دیری نپائید که به ایالات متحده آمریکا نقل مکان کرد. در نیویورک، او مجله «ایبریکا» را از ۱۹۵۴ تا ۱۹۷۴ منتشر کرد که اخبار مربوط به اسپانیایی‌های تبعیدی در ایالات متحده آمریکا را پوشش می‌داد. او در سال ۱۹۸۷ در نیویورک درگذشت و در کنار شریک زندگی‌اش لوئیس کرین در قبرستان اُمپاواک، ریدینگ واقع در شهرستان فیرفیلد، کنتیکت دفن شد.
نام چندین مدرسه در مالاگا، فوئنلابرادا، ماربیا، و تورخون د آردوس (مدرسه آموزش متوسطه ویکتوریا کنت) و همچنین ایستگاه راه‌آهنی در زادگاهش مالاگا به نام او نامگذاری شده‌اند. تاریخ‌نگاران به‌طور کافی به موضوع همجنس‌گرایی او نپرداخته‌اند.

## زندگی سیاسی
بلافاصله پس از رسیدن به مادرید، ویکتوریا کنت به «انجمن ملی زنان اسپانیایی و جوانان دانشگاهی زن» پیوست، که یک سازمان حقوق زنان بود و توسط ماریا اسپینوسا د لوس مونتروس اداره می‌شد. او نماینده این نهاد در کنفرانسی در پراگ در سال ۱۹۲۱ بود. پس از پیوستن به حزب جمهوری‌خواه سوسیالیست رادیکال، او به عنوان عضو پارلمان از ترکیب جمهوری‌خواه-سوسیالیست در دادگاه جمهوری در سال ۱۹۳۱ انتخاب شد. در انتخابات ۱۶ فوریه ۱۹۳۶، کنت به عنوان نماینده پارلمان از منطقه خائن برای «چپ جمهوری‌خواه» که بخشی از جبهه مردمی بود، انتخاب شد. او همچنین از سال ۱۹۲۶ نائب رئیس باشگاه لیسیوم بود.

## مخالفت با حق رای زنان
یکی از برجسته‌ترین و بحث‌برانگیزترین لحظات در زندگی شخصی و سیاسی ویکتوریا کنت، مخالفت او با حق رای زنان در پارلمان اسپانیا در سال ۱۹۳۱ بود، زمانی که او در مقابل فمینیست دیگری، کلارا کامپوامور قرار گرفت و در یک نبرد دیالکتیکی و مهم دربارهٔ موضوعی که تأثیر زیادی بر حقوق زنان داشت، به بحث پرداخت. او اظهار کرد که زنان اسپانیایی از نظر اجتماعی و سیاسی آماده رای دادن نیستند. به گفته او، زنان اسپانیایی به شدت تحت تأثیر کلیسا قرار دارند و رای آنها محافظه‌کارانه خواهد بود و به جمهوری آسیب خواهد زد. در مقابل، کامپوامور دفاع کرد که زنان حق رای دارند، زیرا او بر برابری تمام انسان‌ها تأکید داشت. پس از این مناظره، کنت محبوبیت خود را از دست داد و بنابراین در انتخابات ۱۹۳۳ در پارلمان شرکت نکرد. کامپوامور در نهایت در مناظره علیه کنت پیروز شد و این به زنان اجازه داد که از حق رای عمومی برخوردار شوند. در انتخابات ۱۹۳۳، جناح راست پیروز شد زیرا متحد بودند.

## جنگ داخلی اسپانیا
به دلیل بروز جنگ داخلی اسپانیا، ویکتوریا کنت مجبور شد مانند بسیاری دیگر از جمهوری‌خواهان به تبعید برود. در هنگام ترک وطن، او به کودکانی که پدرانشان سربازانی بودند که قرار بود اخراج شوند، کمک کرد. او به پاریس پناه برد و به عنوان دبیر اول سفارت اسپانیا در پایتخت منصوب شد تا بتواند به مراقبت از کودکان پناهنده ادامه دهد. همچنین او مسئول ایجاد پناهگاه‌ها و مهدکودک‌ها برای همین هدف بود.